# Matthias Assmann
Matthias Assmann (* 2. Februar 1957 in Hannover) ist ein ehemaliger deutscher Leichtathlet, der im 800-Meter-Lauf erfolgreich war.
Er wurde 1985 und 1986 Deutscher Meister über 800 Meter. Außerdem gewann er mit der 4-mal-800-Meter-Staffel des VfB Stuttgart von 1982 bis 1986 fünfmal in Folge den Meistertitel. Assmann nahm an den Europameisterschaften 1982, den Weltmeisterschaften 1983 und den Europameisterschaften 1986 teil, wo er jeweils im Zwischenlauf ausschied. 1998 wurde er Senioreneuropameister in der Klasse M40. Seine persönliche Bestzeit stellte Assmann mit 1:44,59 min 1986 in Koblenz auf.